# أكلوني البراغيث
«أكلوني البراغيث» ظاهرة نحوية في بعض اللهجات العربية القديمة والحديثة، وهي إضافة واو الجماعة، أو ألف الإثنين، أو نون النسوة إلى الفعل المسند إلى فاعل ظاهر. والفصحى تجرد الفعل من هذه العلامات، فيقال: أكلتني البراغيث. وأكلوني البراغيث لغة قليلة لطيء، وأزد شنوءة، وبلحارث. وهي مسموعة في كثير من اللهجات العربية المعاصرة. وسميت بذلك؛ لأن سيبويه سمع بعض العرب من يقول: أكلوني البراغيث، فأسماها بها. وفي هذا المثال شذوذ ثان وهو أن البراغيث لا تعقل وكان الأفصح قول أكلتني البراغيث؛ فصيغة المؤنث تستخدم لما لا يعقل.
يُفترض أن نقول: أكلَتني البراغيث أو أكلني البراغيث من دون واو الجماعة. عند قولنا: أكلوني البراغيث، البراغيث فاعل (ظاهر) وهو جمع، فلمَ ألحقت علامة الجمع (الواو) بالفعل (أكلوني)؟ كأننا نقول: صلوا المسلمون/ قاموا الزيدون
قال ابن عقيل في شرحه لألفية ابن مالك: وتسمى هذه اللغة: لغة (أكلوني البراغيث) وهذا رجل تعب من البراغيث حيث جعلت تصعد على جسمه وتقرصه وتؤذيه فجعل يقول: أكلوني البراغيث فهي لغة، وهذه اللغة تجعل الواو علامة جمع فقط ليس لها محل إعراب، فتقول عليها: أكلوني: فعل ماض، والواو علامة الجمع، والنون للوقاية، والياء مفعول به. البراغيث: فاعل مرفوع بضمة ظاهرة على آخره. واللغة الفصحى في التركيب أن تقول: أكلني البراغيث، وأكلك البراغيث، ولا تأتي بعلامة الجمع.

## تسميتها
أشير لهذه اللغة في أول كتاب نحوي حيث قال سيبويه: «ولم يكونوا ليحذفوا الألفَ لأنّها علامةُ الإضمار والتثنية في قول من قال أكلوني البراغيثُ»، وقد نقل سيبويه هذه التسمية عن الخليل.
فاشتهرت هذه اللغة بـ «أكلوني البراغيث» تبعا لسيبويه الذي ذكرها مقترنة بهذا المثال فجرت عليه، أما ابن مالك فيسميها لغة:«يتعاقبون فيكم ملائكة» ولقد ذكر المرادي أن ابن مالك نوزع في حمل هذا الحديث على هذه اللغة فنقل عن السهيلي أنه قال: ألفيت في كتب الحديث المروية في الصحاح ما يدل على كثرة هذه اللغة وجودتها... لكني أقول في حديث مالك إن الواو فيه علامة إضمار لأنه حديث مختصر رواه البزار مطولا ومجردا، فقال فيه: «إن لله ملائكة يتعاقبون فيكم». ولقد ذكر السيوطي أن ابن مالك كان يسميها لغة: «يتعاقبون فيكم» وهو مردود عنده.
فالسهيلي والسيوطي لا ينكران هذه اللغة إنما لا يرون حمل هذا الحديث عليها، قال الصبان: يعني أن الراوي اختصر اللَّفظ النبويّ الذي هو الحديث المطول بحذف صدره واللفظ النبوي: «إن لله ملائكة يتعاقبون فيكم بالليل وملائكة بالنهار» فالواو في يتعاقبون ضمير يرجع إلى ملائكة السابق.

## إعرابها
اختلف النحاة في إعرابها، ولكن الجمهور لا يرى أن ما أضيف إلى الفعل ضمائر، وإنما علامات. فيكون الإعراب:
أكل: فعل ماض. والواو: علامة الجمع. والنون: للوقاية. والياء: مفعول به. والبراغيث: فاعل.

## من شواهدها
قوله: «يتعاقبون فيكم الملائكة» يسمونها لغة (أكلوني البراغيث) وهي لغة قليلة وهي اجتماع الظاهر والمضمر أي: اجتماع الواو والملائكة. الأصل أن يقول: يتعاقب فيكم ملائكة فيكون فاعل: الملائكة لكن أتى هنا بالضمير وبالمظهر فقال: (يتعاقبون فيكم ملائكة) وهذه اللغة كما ذكرنا قليلة، لكن جاء بها القرآن ومنه قوله -تعالى-: ﴿وَأَسَرُّوا ‌النَّجْوَى الَّذِينَ ظَلَمُوا هَلْ هَذَا إِلَّا بَشَرٌ مِثْلُكُمْ﴾ [الأنبياء:3].
قول المثنى: